# Università Nazionale della Malaysia
L'Università Nazionale della Malaysia (abbreviato in UKM) è una università pubblica situata a Bandar Baru Bangi, Selangor, Malaysia. Il suo ospedale universitario, Universiti Kebangsaan Malaysia Medical Center (UKMMC), si trova a Cheras e ha anche un campus distaccato a Kuala Lumpur. Dal 2023, l'università ha anche una succursale estera a Lusail City, a Doha in Qatar.
Nel 2022, l'università contava un totale di 39.524 studenti, di cui 22.127 studenti universitari, 14.744 studenti post-laurea, 9.083 studenti di Master e 5.691 studenti di Dottorato di Ricerca. Oltre a questi, ci sono anche 413 studenti dell'Asasi Pintar, 2.175 studenti di diploma post-laurea e 35 studenti di diploma post-laurea.
Tra tutti gli studenti, 4.914 sono studenti internazionali provenienti da 66 paesi, di cui il 60% è studente post-laurea e il 40% studente universitario. La maggior parte degli studenti internazionali dell'UKM proviene dalla Cina, seguita da Indonesia e Iraq.
Fin dalla sua fondazione nel 1970, la lingua malese è stata utilizzata come lingua di insegnamento dell'università.